# Saison cyclonique 2002 dans l'océan Pacifique nord-ouest
La saison cyclonique 2002 dans l'océan Pacifique nord-ouest n'a pas de date spécifique de début ou de fin selon la définition de l'Organisation météorologique mondiale. Cependant, les cyclones dans ce bassin montrent un double pic d'activité en mai et en novembre.

## Noms des tempêtes 2002
Liste des tempêtes par ordre d'apparition:
- Tempête tropicale Tapah (Agaton)
- Typhon Mitag (Basyang)
- Dépression tropicale 03W (Caloy)
- Dépression tropicale 04W
- Typhon Hagibis
- Dépression tropicale 06W (Dagul)
- Tempête tropicale Noguri (Espada)
- Typhon Rammasun (Florita)
- Typhon Chataan (Gloria)
- Typhon Halong (Inday)
- Tempête tropicale Nakri (Hambalos)
- Typhon Fengshen
- Dépression tropicale 13W (Juan)
- Typhon Fung-wong (Kaka)
- Tempête tropicale Kalmaegi
- Tempête tropicale Kammuri (Lagalag)
- Dépression tropicale 17W
- Dépression tropicale 18W (Milenyo)
- Typhon Phanfone
- Tempête tropicale Vongfong
- Typhon Rusa
- Typhon Sinlaku
- Typhon Ele
- Tempête tropicale Hagupit
- Tempête tropicale Changmi
- Tempête tropicale Mekkhala
- Typhon Higos
- Tempête tropicale Bavi
- Dépression tropicale 27W
- Dépression tropicale 28W
- Tempête tropicale Maysak
- Typhon Huko
- Typhon Haishen
- Typhon Pongsona